# Incidente del Boeing 727 di Lloyd Aéreo Boliviano del 2008
1 febbraio 2008, il volo 301 di Lloyd Aéreo Boliviano, un volo charter operato da un Boeing 727-259, esaurì il carburante nei pressi dell'Aeroporto Teniente Jorge Henrich Arauz mentre era in rotta da El Alto a Cobija. I piloti effettuarono un atterraggio di emergen in una zona paludosa a pochi chilometri dall'aeroporto. Tutte le 156 persone a bordo sopravvissero e solo due passeggeri riportarono lievi ferite.

## Sfondo
L'aeromobile era un Boeing 727-259 Advanced costruito nel 1980, con numero di serie 22475 e motori Pratt & Whitney JT8D-17R. Era operato dall'ex compagnia di bandiera della Bolivia, Lloyd Aéreo Boliviano (LAB).

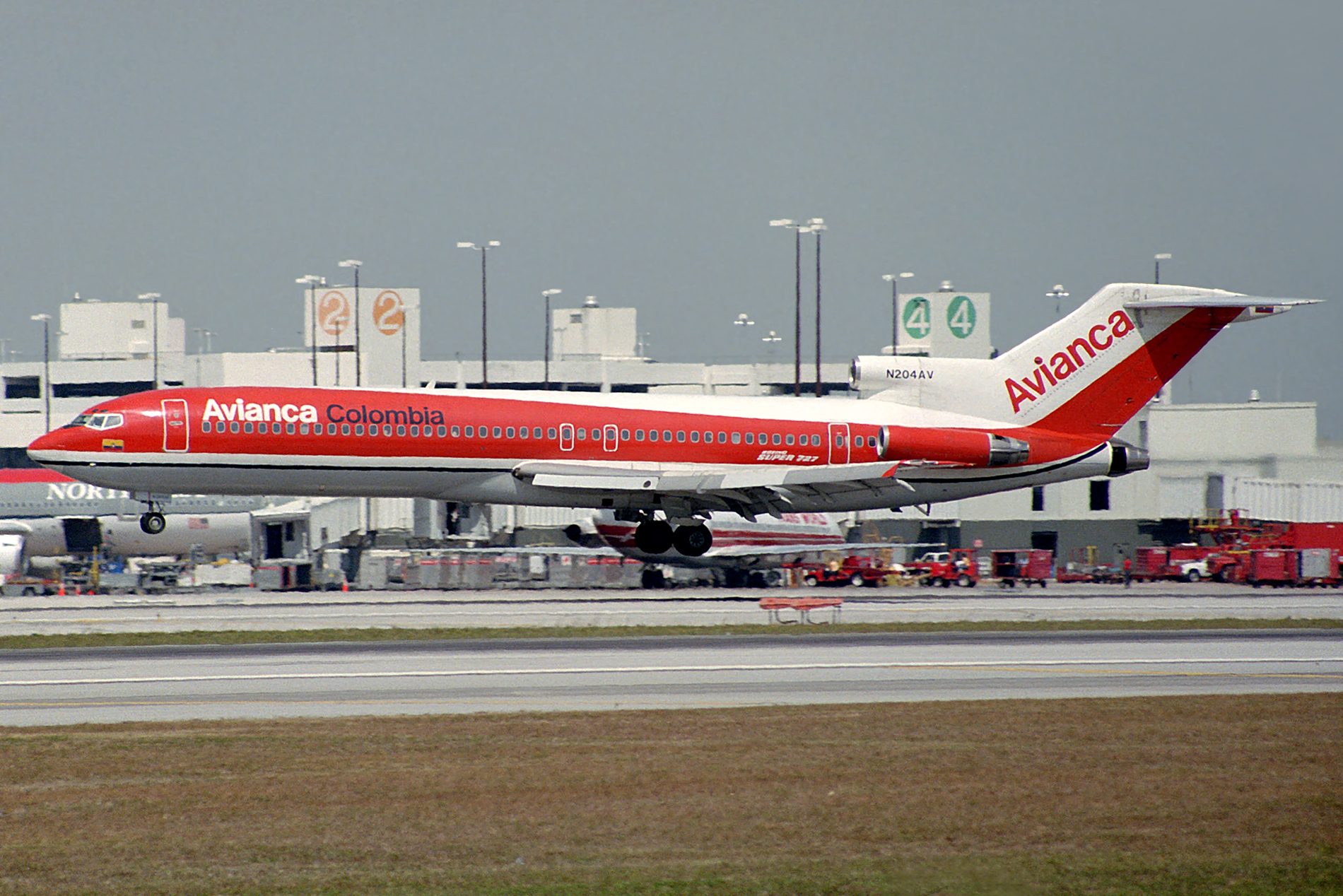
L'aeromobile coinvolto mentre era in servizio con Avianca (1992)

Dopo la sua fabbricazione, l'aereo fu consegnato ad Avianca il 4 dicembre 1980 (N204AV), poi il 14 dicembre 1993 fu trasferito a Capitol Air Express mantenendo la stessa registrazione. Il 1 ottobre 1994 fu consegnato a Sun Country Airlines (N289SC), fino a quando fu acquisito da LAB il 28 dicembre 2002 con la registrazione CP-2429.
Nel 2006 l'aereo entrò in manutenzione presso l'Aeroporto Internazionale Jorge Chávez di Lima, Perù. La manutenzione durò circa un anno, dopodiché il processo di reintegrazione richiese circa due mesi e l'aereo rientrò in servizio con LAB il 4 giugno 2007.

## Incidente
Il volo era stato noleggiato da Transporte Aéreo Militar (TAM) per trasportare passeggeri rimasti bloccati a causa della chiusura delle rotte, nell'ambito dei voli di solidarietà organizzati da questa compagnia.
L'aereo decollò dall'Aeroporto Internazionale di El Alto a La Paz, Bolivia, con destinazione l'Aeroporto Capitán Aníbal Arab a Cobija, Pando. Tuttavia, i piloti tentarono diversi atterraggi all'aeroporto di Cobija, senza successo. Fu comunicato loro che l'aeroporto era chiuso a causa del maltempo, quindi decisero di dirottare il volo verso l'Aeroporto Teniente Jorge Henrich Arauz a Trinidad, Beni.
Durante il volo verso Trinidad, i piloti affrontarono ulteriori condizioni meteorologiche avverse. Tuttavia, a causa del ritardo provocato dalla chiusura dell'aeroporto di Cobija e dalle condizioni meteorologiche, l'aereo esaurì il carburante e il comandante tentò un atterraggio di emergenza nei pressi dell'aeroporto di Trinidad. Alle 10:35, l'aereo effettuò un atterraggio forzato in una zona paludosa a pochi chilometri dall'aeroporto. Non ci fu incendio e i danni all'aeromobile furono minimi. Nonostante l'impatto, tutti i 151 passeggeri e i cinque membri dell'equipaggio a bordo sopravvissero all'incidente; fu considerato un miracolo che non ci fossero vittime.
I soldati della Scuola per Sergenti Reynaldo Zeballos, che stavano conducendo esercitazioni nell'area, assistettero all'impatto e si precipitarono immediatamente in aiuto dei passeggeri, evacuandoli e recuperando i loro bagagli. Squadre di emergenza, vigili del fuoco e ambulanze furono dispiegate per assistere i feriti. Solo due passeggeri riportarono lievi contusioni e furono trasportati in ospedale. Non ci furono feriti gravi né vittime. Nonostante la gravità dell'incidente, l'abilità dei piloti evitò una tragedia più grande. L'aereo subì la rottura delle ali, vetri in frantumi e danni alla fusoliera, ma senza perdite umane.
Attualmente, l'aeromobile si trova ancora nello stesso luogo dell'incidente. Nel corso degli anni, molte persone hanno rimosso le parti più preziose dell'aereo, compresi i motori e i sedili della cabina di pilotaggio. A causa della difficoltà di accesso, è possibile raggiungere il luogo solo in determinati periodi dell'anno, e probabilmente oggi il Boeing 727 è diventato la dimora di molti animali selvatici della foresta amazzonica boliviana.

## Indagine
Il rapporto finale della Direzione Generale dell'Aviazione Civile (DGAC) ha dichiarato che le cause e gli effetti dell'incidente erano dovuti ai seguenti fattori:
- All'Aeroporto Capitán Aníbal Arab di Cobija, le condizioni meteorologiche non erano idonee. I piloti tentarono di atterrare tre volte e, dopo questi tre tentativi falliti, decisero di deviare verso l'Aeroporto Teniente Jorge Henrich Arauz di Trinidad come unica alternativa. L'aereo consumò tutto il carburante disponibile ed effettuò un atterraggio di emergenza nella foresta amazzonica, a 5 chilometri (3,1 miglia) dalla pista.[7]
- Prima del volo, un problema tecnico non specificato impedì il decollo, causando un ritardo e la perdita di una parte del carburante che sarebbe stata necessaria per atterrare all'aeroporto di Trinidad.
- L'aereo aveva carburante per 2 ore e 45 minuti di volo, più che sufficienti per la tratta da La Paz a Cobija. Tuttavia, si scoprì che i piloti non avevano caricato abbastanza carburante come richiesto dalla legge, che impone che l'aereo abbia carburante sufficiente per coprire il volo dalla partenza alla destinazione, più 45 minuti di riserva.
- Tutti questi fattori – il ritardo nel decollo, la mancanza di riserve di carburante, i tentativi di atterraggio falliti e la deviazione verso Trinidad – consumarono gran parte del tempo di autonomia dell'aeromobile, portandolo a esaurire il carburante a pochi chilometri dall'aeroporto e a dover effettuare un atterraggio di emergenza nella foresta amazzonica de Bolivia.[8]

Il rapporto finale concluse che una combinazione di problemi tecnici, condizioni meteorologiche avverse e mancanza di carburante furono le cause dell'incidente. Tuttavia, tutti i passeggeri a bordo sopravvissero, con solo due persone ferite, dimostrando l'abilità e l'eroismo dei piloti ai comandi dell'aereo, che riuscirono a compiere un atterraggio miracoloso nella foresta amazzonica de Bolivia, senza alcuna vittima.